# Nina Uljanowna Alissowa

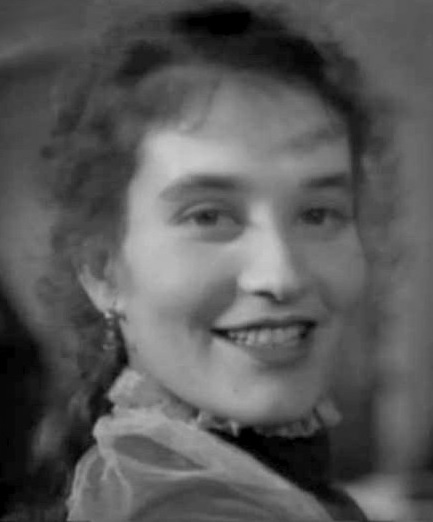
Nina Uljanowna Alissowa (1936)

Nina Uljanowna Alissowa (russisch Нина Ульяновна Алисова; * 2. Dezemberjul. / 15. Dezember 1915greg. in Kiew; † 12. Oktober 1996 in Moskau) war eine russische Theater- und Filmschauspielerin.

## Leben
Von 1927 bis 1932 trat Alissowa in Aufführungen des Kiewer Kindertheaters auf. Darauf studierte sie am Kiewer Musik-Technikum bis 1934 und dann am Moskauer Staatlichen Institut für Kinematographie mit Abschluss 1938. Bereits während des Studiums bekam sie Rollen in Filmen Jakow Protasanows und Alexander Medwedkins.
Eine Hauptrolle spielte Alissowa in Mark Donskois Schwarzweiß-Spielfilm Raduga (1944) nach der Novelle Regenbogen über dem Dnjepr von Wanda Wasilewska, die auch das Drehbuch schrieb. Der Film spielt im Deutschen Angriffskrieg gegen die Sowjetunion in der von der deutschen Wehrmacht besetzten Ukraine. In einem Dorf ist Alissowa als Pusja die Frau eines Frontoffiziers und Schwester einer Partisanin und wird die Geliebte des deutschen Ortskommandanten.
Ab 1945 war Alissowa Schauspielerin des Moskauer Theaterstudios Kinoaktjor.
Von 1961 bis 1963 spielte Alissowa im Akademischen Karl-Marx-Drama-Theater Saratow. In Tennessee Williams’ Orpheus Descending spielte sie 1961 die Lady Torrance. Daneben lehrte sie in dieser Zeit Schauspielkunst an der Saratower Theaterschule. Sie kehrte 1964 zum Moskauer Theaterstudio Kinoaktjor zurück und blieb dort bis 1992.
Alissowa war zweimal verheiratet und hatte einen Sohn und eine Tochter aus 1. Ehe.
Alissowa starb am 12. Oktober 1996 in Moskau und wurde auf dem Friedhof Trojekurowo begraben.

## Ehrungen, Preise
- Stalinpreis II. Klasse (1941) für die Hauptrolle im Film Dursun, I. Klasse (1946)[1]
- Orden des Roten Banners der Arbeit (1944) für die Rolle der Pusja im Film Raduga[1]
- Medaille „Für heldenmütige Arbeit im Großen Vaterländischen Krieg 1941–1945“
- Verdiente Künstlerin der RSFSR (1950)[1]
- Abzeichen  „Ausgezeichnete der Kinematographie der UdSSR“ (1965)
- Jubiläumsmedaille „Zum Gedenken an den 100. Geburtstag von Wladimir Iljitsch Lenin“
- Medaille „Veteran der Arbeit“
- Dank des Präsidenten der Russischen Föderation (1995)[3]